# Eclissi solare del 12 novembre 1928
L'Eclissi solare del 12 novembre 1928 è stato un evento astronomico che ha avuto luogo il suddetto giorno attorno alle ore 09:48 UTC. Tale evento ha avuto luogo nella parte centrale e occidentale dell'Eurasia e nelle aree circostanti. L'eclissi del 12 novembre 1928 divenne la terza eclissi solare nel 1928 e la 66ª nel XX secolo. La precedente eclissi solare si è verificata il 17 giugno 1928, la seguente si è verificata il 9 maggio 1929.
Il giorno della luna nuova (novilunio), la differenza tra le distanze apparenti di luna e sole osservate sulla terra è estremamente piccola. In tale momento, se la luna si trova in prossimità del nodo lunare, cioè uno dei due punti in cui la sua orbita interseca l'eclittica, si verifica un'eclissi solare. Quando vi è assenza di ombra e la penombra raggiunge parte dell'estremità settentrionale o meridionale della terra, si verifica un'eclissi solare parziale, che si verifica quindi presso le regioni polari della Terra.

## Percorso e visibilità
Questa eclissi solare parziale poteva essere vista nella maggior parte dell'Europa ad eccezione dell'Islanda, alle isole Svalbard, presso l'arcipelago russo di Novaja Zemlja, nella penisola iberica e nella maggior parte dell'Africa nord orientale, nell'Africa settentrionale orientale, nell'Asia occidentale e nell'Asia meridionale escluse le Maldive. Inoltre l'eclissi ha interessato aree della Cina centrale e occidentale, l'Unione Sovietica centrale e occidentale (ora Russia centrale e occidentale e tutte le altre repubbliche).

## Eclissi correlate

### Eclissi solari 1928 - 1931
Questa eclissi è un membro di una serie semestrale. Un'eclissi in una serie semestrale di eclissi solari si ripete approssimativamente ogni 177 giorni e 4 ore (un semestre) in nodi alternati dell'orbita della Luna.